# 虎耳草蚜
虎耳草蚜（学名：Utamphorophora montanus）为常蚜科臺瘤蚜屬下的一个种。